# Flevorama (Naarden)
Flevorama is een buitenplaats in de Noord-Hollandse plaats Naarden. Het huidige landhuis, gebouwd op de locatie waar eerder een houten belvédère stond, dateert uit 1858 en is erkend als rijksmonument. Het werd gebouwd door de architect A.L. Van Gendt, naar een neoclassicistisch ontwerp uit 1855, in opdracht van A.E. Dudok van Heel. De eerste steen werd gelegd op 16 mei 1858 door J.J.M. Dudok van Heel.

## Geschiedenis
De burgemeester van Naarden, Jacobus Hendrik Thierens, kocht in 1781 het 'Oude Bos' (een deel van de aangrenzende hofstede Oud Bussem) en trok dit terrein bij Hofstede Berghuis. Nadat grootgrondbezitter Van Rossum in 1816 het door de Fransen vernietigde landgoed Berghuis opkocht liet deze op de oostelijke rand van het 'Oude Bos' een tabaksschuur neerzetten. Dit schuurtje werd in 1843 vervangen werd door een houten paviljoentje met uitzicht op de Zuiderzee ('Flevomeer'). Na het overlijden van Van Rossum in 1856 scheidde men de terreinen van het 'Oude Bos' weer af van 'Berghuis' en zo ontstond het landgoed 'Flevorama'.
In 1926 werd de buitenplaats wederom gesplitst. De westelijke helft werd in 1928 bebouwd met landhuis de 'Zuiderhof' (Bollelaan 22) door het Larense architectenbureau Jan Rebel naar een ontwerp van Jan Rebel. Aan het begin van de oprijlaan richting het landhuis bouwde hetzelfde architectenbureau een koetshuis met paardenstallen die door Adam van Vliet zijn ontworpen. De paardenstallen zijn een gemeentelijk monument.   